# 國立自然科學博物館鳳凰谷鳥園生態園區
國立自然科學博物館鳳凰谷鳥園生態園區（簡稱鳳凰谷鳥園），位於台灣南投縣鹿谷鄉鳳凰村，鄰近鹿谷市區。佔地30餘公頃，飼養臺灣本土及世界各地珍禽異鳥類百餘種。現隸屬於國立自然科學博物館自然科學教育園區管理中心的生態教育科。

## 簡介
鳳凰谷鳥園生態園區位於南投縣鹿谷鄉，佔地30餘公頃，飼養展示台灣本土及世界各地的珍禽異鳥等，如布萊斯犀鳥、青鸞、藍冠鴿、台灣藍鵲及巨嘴鴉等，超過100種鳥禽；園區內定期的親禽園餵食互動、鸚鵡生命演示，是來鳥園不能錯過的活動。
在精緻生活導向的時代潮流裡，都市裡步調緊湊的人們已開始重視與大自然的接觸，普遍走向親近自然的綠色旅遊，視為舒放身心的休閒方式之一。鳳凰谷鳥園生態園區擁有豐富多樣的動、植物生態，包括悠然於山谷間的鳥類、蛙類、蝶類及昆蟲等，都足以讓到園區參訪的遊客們，體驗山林休憩的樂趣。另外園區內固定舉辦的各式科教活動，如挖筍、賞螢火蟲、青蛙觀察、窺探昆蟲或是觀星等，都讓參與民眾能在授課老師的詳細解說下，更加認識瞭解我們生活的周遭，培養友善環境的觀念。

### 園內鳥類
- 臺灣特有(亞)種：藍腹鷴、臺灣藍鵲、大冠鷲、草鴞等。
- 外來種鳥類：鴕鳥、印度大犀鳥、藍冠鴿、巨嘴鳥、尼可巴鴿、青鸞、紅嘴藍鵲、大紅鶴、簑羽鶴、雨衣鶴、埃及雁、栗翅鷹、五彩金剛鸚鵡、藍孔雀、綠孔雀。

### 環境設備
- 步道：好漢坡、森林步道。
- 建築、鳥園：松鶴館、C參一區(雉雞類)、C參二區(小型鸚鵡、綠孔雀)、孔雀園(藍孔雀)、鸚鵡園、貓頭鷹園、涉禽園、珍禽園、雨林園、犀鳥園、本土教材園、梅鶯園、森林溜滑梯(森林步道)、水禽園、鴕鳥、猛禽區。
- 地景區：地滑實景區、土石流景觀區。

## 歷史
1982年，臺灣省政府、南投縣政府、鹿谷鄉公所以共同造產方式，成立臺灣省立鳳凰谷鳥園管理處，隸屬於臺灣省政府民政廳。1992年，改隸臺灣省政府教育廳，更名為臺灣省立鳳凰谷鳥園。
1996年，改隸臺灣省政府文化處。1999年，因精省，而改隸行政院文化建設委員會，更名「國立鳳凰谷鳥園」。9月21日台灣發生921地震，鳳凰谷鳥園因受損嚴重而關園修復。2000年，改隸中華民國教育部。
2001年，再次因桃芝颱風受創。2006年，因六九水災休園，10月1日重新對外開放。
2013年1月1日，併入國立自然科學博物館組織，更名為「國立自然科學博物館鳳凰谷鳥園生態園區」，隸屬於自然科學教育園區管理中心生態教育科。

## 外部連結
- 國立自然科學博物館 - 鳳凰谷鳥園生態園區（页面存档备份，存于）
- 鳳凰谷鳥園生態園區 交通部觀光局（页面存档备份，存于）
- 南投觀光旅遊網- 鳳凰谷鳥園生態園區（页面存档备份，存于）
- 鳳凰谷鳥園生態園區的Facebook專頁